# Gare de Mouchamps
La gare de Mouchamps est une gare ferroviaire française de la ligne de Vouvant - Cezais à Saint-Christophe-du-Bois, située sur le territoire de la commune de Mouchamps, dans le département de Vendée en région Pays de la Loire.

## Situation ferroviaire
Établie à 100 mètres d'altitude, la gare de Mouchamps est située au point kilométrique (PK) 36,790 de la Ligne de Vouvant - Cezais à Saint-Christophe-du-Bois, entre les gares de Saint-Paul-en-Pareds et de Saint-Vincent - Sainte-Cécile.

## Histoire
La gare est mise en service 27 juillet 1914 par l'Administration des chemins de fer de l'État.
La gare est fermée au transport des voyageurs au début de la seconde guerre mondiale (juillet 1939) , au trafic des marchandises le 31 mai 1959 et définitivement déclassée le 7 décembre 1965.
Elle est actuellement aménagée en logements sociaux et le hangar à marchandise en vestiaires pour la salle de sport.